# Hugo Meisner
Hugo César Meisner nació en (Córdoba, Argentina, 25 de diciembre de 1940 - mar Argentino, islas Malvinas, 1 de junio de 1982).
Fue un piloto de Hércules C-130 de la Fuerza Aérea Argentina que falleció en acción de combate durante la guerra de las Malvinas
Fue ascendido post mortem al gradro militar de comodoro y condecorado post mortem con la Medalla al Valor en Combate por ley N.º 25 576 del 11 de abril de 2002. El gobierno argentino por ley nacional N.º 24 950/98 lo incluyó en el listado de los «héroes nacionales», fallecidos en combate en la guerra de las Malvinas.

## Guerra de las Malvinas
El lunes 1 de junio de 1982, despegó de Comodoro Rivadavia en misión de exploración y reconocimiento, pilotando el C-130H, matrícula TC-63, junto a su tripulación compuesta por los Capitánes Rubén Héctor Martel y Carlos Eduardo Krause, Suboficial Principal Júlio Jesús Lastra, Suboficial Ayudante Manuel Alberto Albelos y Cabos Principales Miguel Ángel Cardone, Carlos Domingo Cantezano.
Cuando el vicecomodoro Meisner se dirigía al punto «B» (50°30'S/59°39'O), a las 10:50 horas, fue interceptado y derribado por una patrulla aérea de combate de Sea Harriers. Primero le dispararon un misil aire-aire Sidewinder que falló, y posteriormente cayó al mar averiado por disparos de cañones ADEN de 30 mm, no hubo sobrevivientes. El C-130H fue abatido por el Sea Harrier serie XZ451 pilotado por teniente comandante Nigel Ward con base en el portaaviones británico HMS Invincible